# Кристофър Лойд
Кристофър Лойд (на английски: Christopher Lloyd) е американски филмов, телевизионен и театрален актьор, роден през 1938 година.

## Биография

### Ранни години
Роден е като Кристофър Алън Лойд на 22 октомври 1938 година в град Стамфорд, щат Кънектикът. Баща му – Самуел Р. Лойд е адвокат, а майка му Рут (моминско Лафам) е певица – сестра на кмета на Сан Франциско – Роджър Лафам. Кристофър има брат – Сам Лойд (р. 1925), който също е актьор, както и синът му Самуел „Сам“ Лойд-Джуниър (племенник на Кристофър). Дядо му по майчина линия е един от основателите на голямата петролна компания „Texaco oil company“.
Кристофър Лойд израства в градчетата Ню Канаан и Уестпорт в Кънектикът, където завършва гимназията „Staples High School“ през 1958 година.
Като наследник на част от богатството на „Texaco oil company“, майката на Лойд дарява фамилната къща „Waveny Park“ на общината на град Ню Канаан.

### Кариера
Професионалния си дебют в киното прави със запомнящата се роля на психично болния Макс Табър в шедьовъра на Милош Форман – Полет над кукувиче гнездо (1975). Името му достига широка популярност с участието му в телевизионния сериал Такси в периода 1978 – 1983 година, за което, през 1982 година, получава награда „Еми“. Световна слава му донасят ролите на Док Емет Браун в трилогията Завръщане в бъдещето и чичо Фестър Адамс във филмите за Семейство Адамс. Известен е още с ролята си във филма „Денис Белята“ (на английски: Dennis the Menace) от 1993 г. Там той играе крадеца Сам, който обира къщите в малко градче, без никой да го заподозре. Една вечер попада на Денис (5-годишно момче, което постоянно прави и бели без да иска забърква останалите хора в тях), който освен че предава Сам на полицията, му навлича и куп други неприятности.

## Избрана филмография

### Кино
| година | филм                             | оригинално заглавие                 | роля                 | режисьор               | бележки                       |
| ------ | -------------------------------- | ----------------------------------- | -------------------- | ---------------------- | ----------------------------- |
| 1975   | Полет над кукувиче гнездо        | One Flew Over the Cuckoo's Nest     | Макс Табър           | Милош Форман           |                               |
| 1978   | Пътуване на юг                   | Goin' South                         | Тауфийлд             | Джак Никълсън          |                               |
| 1984   | Стар Трек III: В търсене на Спок | Star Trek III: The Search for Spock | командир Крюдж       | Ленърд Нимой           |                               |
| 1985   | Завръщане в бъдещето             | Back to the Future                  | д-р „Док“ Емет Браун | Робърт Земекис         | номинация за награда „Сатурн“ |
| 1988   | Кой натопи Заека Роджър          | Who Framed Roger Rabbit             | съдия Дуум           | Робърт Земекис         | номинация за награда „Сатурн“ |
| 1989   | Завръщане в бъдещето 2           | Back to the Future Part II          | д-р „Док“ Емет Браун | Робърт Земекис         |                               |
| 1990   | Завръщане в бъдещето 3           | Back to the Future Part III         | д-р „Док“ Емет Браун | Робърт Земекис         |                               |
| 1991   | Семейство Адамс                  | The Addams Family                   | чичо Фестър Адамс    | Бари Зоненфелд         |                               |
| 1993   | Ценностите на семейство Адамс    | Addams Family Values                | чичо Фестър Адамс    | Бари Зоненфелд         |                               |
| 1997   | Принцеса Анастасия               | Anastasia                           | Распутин             | Дон Блът, Гари Голдман | Анимационен филм              |
| 2002   | Магистрала 60                    | Interstate 60: Episodes of The Road | Рей                  | Боб Гейл               |                               |
| 2014   | Отвъд оградата                   | Over the garden wall                | Дърваря и Звяра      | Патрик МакХейл         | Анимационен сериал            |

### Телевизия
| година    | филм                         | оригинално заглавие | роля                        | режисьор | бележки                         |
| --------- | ---------------------------- | ------------------- | --------------------------- | -------- | ------------------------------- |
| 1978-1983 | Такси                        | Taxi                | преподобния Джим Игнатовски |          | ТВ сериал, печели награда „Еми“ |
| 1999      | Алиса в страната на чудесата | Alice in Wonderland | Белият Рицар                |          | ТВ филм                         |